# Hypsioma grisea
Hypsioma grisea là một loài bọ cánh cứng trong họ Cerambycidae.